# Custodire
Custodire è un singolo del cantautore italiano Renzo Rubino, pubblicato il 7 febbraio 2018.
Con questo brano l'artista ha partecipato al Festival di Sanremo 2018, classificandosi al tredicesimo posto. Nel corso della serata dedicata ai duetti, Rubino ha interpretato il brano insieme a Serena Rossi. Il brano rievoca un dialogo immaginario tra i suoi genitori, separati da diversi anni, che si impegnano a custodire affetto ed amore.

## Tracce
- Download digitale

1. Custodire – 3:33